# Stade Montbauron
Le stade Montbauron est une enceinte sportive située dans le quartier Montreuil de Versailles. Inauguré en 1961, c'est un stade multifonction essentiellement utilisé pour le football et l'athlétisme.
Depuis l'ouverture du stade, son club résident est le Football Club Versailles 78, successeur du Racing Club de Versailles en 1989. Ayant une capacité initiale de 20 000 places, le stade Montbauron possède actuellement 7 545 places, ce qui en fait le plus grand stade du département des Yvelines.

## Histoire

### Création du Parc Montbauron
Dès 1935, la municipalité de Versailles souhaite créer un complexe sportif, en plein centre-ville, situé dans un parc de plus de huit hectares : six hectares devant servir à l'édification des installations sportives et deux hectares pour la réalisation d'un programme scolaire pour le quartier Montreuil. La propriété sur laquelle la municipalité jette son dévolu appartient à une famille riche qui refuse alors de céder le terrain. Or, de nombreux clubs sportifs versaillais sont obligés de trouver des stades, qu'ils doivent louer à de forts loyers, dans des communes voisines pour pallier le manque d'infrastructures sportives à Versailles.
En 1941, en pleine Seconde Guerre mondiale, la législation des années de guerre offre l’opportunité à la municipalité d’exproprier les espaces nécessaires à la pratique du sport. Le conseil municipal de Versailles acte donc la décision de construire un grand complexe sportif, comprenant un stade, des terrains de sport et des bassins de natation, sur le plateau Montbauron. Les architectes Pierre Bailly (en) et Pierre Montenot (en) conçoivent alors un projet de grande envergure de plusieurs millions de francs largement subventionné par l'État,.
Les installations provisoires du parc des sports de Montbauron sont inaugurées le 21 novembre 1943 au cours d'une manifestation sportive donnée au bénéfice des prisonniers de guerre de Versailles. Un match de football entre l'ES Versailles et l'AS Police d'État de Seine-et-Oise est notamment disputé lors de cette journée. Cependant, les événements liés à la Libération ne permettent pas de lancer les travaux définitifs immédiatement.

### Le grand stade
Il faut attendre l'arrivée du jeune maire André Mignot, entouré de l'adjoint au maire chargé des sports Jacques Meissonnier et de nombreux collaborateurs, en 1947, pour que la ville de Versailles se penche plus sérieusement sur la mauvaise organisation au niveau des équipements sportifs. De grands projets de rénovation et de construction d'installations sportives voient alors le jour. Parmi ces projets, le parc des sports de Montbauron, qui possède déjà des installations provisoires, est au centre des travaux. Dans un premier temps, au début des années 1950, quelques équipements et une piscine découverte de 50 mètres sont construits dans ce parc des sports.
En 1957, la municipalité doit désigner un nouvel architecte pour la deuxième phase d’aménagement du parc des sports, incluant notamment un terrain d’honneur de football avec tribunes, à la suite du décès de Pierre Montenot en 1956. Sur recommandation du ministère de l'Éducation nationale, André Mignot choisit Pierre Bailleau, architecte en chef des bâtiments civils et palais nationaux. Celui-ci disparaît à son tour en août 1957, après avoir présenté son avant-projet. Le projet de stade est alors repris par les successeurs de son cabinet d’architecture, Jean-Michel Legrand et Jacques Rabinel.
Au printemps 1958, les deux architectes livrent leurs plans pour la suite du projet. Les travaux doivent se poursuivre de la fin des années 1950 jusqu’aux années 1960, avec la construction de nouveaux équipements : des terrains de basket, un gymnase et une piscine couverte. Dans une optique de créer un grand club de football versaillais, la municipalité décide également d’édifier un nouveau stade Montbauron d’une capacité de 20 000 places. Ce stade est conçu pour accueillir un terrain de football convertible en terrain de rugby, ainsi qu’une piste d’athlétisme de 400 mètres dotée de sept couloirs. Le projet prévoit la construction d’une tribune d’honneur couverte pouvant accueillir 1 200 spectateurs, ainsi que des tribunes non couvertes.
Cependant, ce projet suscite de vifs débats au conseil municipal : certains élus le jugent trop luxueux et coûteux pour une ville qui ne possède aucun club de football d'envergure. Malgré ces oppositions, le maire réussit à faire adopter le projet dans son intégralité et obtient une subvention importante de l’État pour le financer. Les travaux d’aménagement des terrains sont réalisés en 1959, tandis que les tribunes et les vestiaires sont construits entre mars 1960 et avril 1961.
Parallèlement, en 1960, la municipalité crée le Racing Club de Versailles, le nouveau club phare de football versaillais, qui occupera le stade. Dans le contexte d'aménagement du parc des sports, la ville de Versailles est sollicitée pour que le nom de Pierre de Coubertin soit attribué au stade mais la municipalité décide de garder le nom historique du site sportif.
Ce nouveau stade Montbauron est officiellement inauguré le 1er mai 1961 en présence du maire de Versailles André Mignot, du préfet de Seine-et-Oise Paul Demange, du président de la Fédération française de football association Pierre Pochonet et du président de la Ligue de football professionnel Antoine Chiarisoli. Devant près de 20 000 spectateurs, cette journée voit se succéder une rencontre du RC Versailles contre une sélection parisienne, une réunion d’athlétisme et un grand match de football professionnel entre le Racing Club de Paris et le Stade de Reims,.
L'enceinte devient alors le lieu de nombreuses compétitions de football et d'athlétisme. Des rencontres de rugby à XV et de cyclisme (avec plusieurs passages du Tour de France) y sont disputées occasionnellement. Devant 8 000 spectateurs, un match de football américain est également joué entre les Newton Nite Hawks (en) et les Lions de Chicago dans le cadre de l'Intercontinental Football League en 1977,.
En 2003, après les trois matchs du Championnat du monde junior de rugby à XV disputés dans l'enceinte versaillaise, la grande partie supérieure de la tribune Bleue (latérale) est rasée à la suite de la destruction de la piscine extérieure située derrière ces gradins. Cette tribune est largement rabaissée afin d’aménager un solarium, un terrain de sport et un espace pique-nique. La capacité du stade est ainsi fortement réduite, passant de 14 000 places assises à 7 545 places.
En raison des travaux programmés sur son stade Yves-du-Manoir, site olympique en 2024 pour le hockey sur gazon, le Racing Club de France est contraint de disputer douze matchs de National 2 au stade Montbauron lors de la saison 2022-2023 et quatre matchs la saison suivante. Il profite du déménagement du FC Versailles au stade Jean-Bouin de Paris en raison de la non-homologation de l'enceinte pour le championnat de National. 

## Structure et équipements
Le stade Montbauron, dessiné par les architectes Jean-Michel Legrand et Jacques Rabinel, a été réalisé par l'entreprise Labalette tandis que la société Oma a été chargée de l'installation des infrastructures sportives. Cette enceinte comprend un terrain d'honneur, une piste d’athlétisme en tartan et quatre tribunes. En 2023, le ministère de la Culture attribue le label « Architecture contemporaine remarquable » à la tribune d'honneur du stade.
Le terrain comporte une aire de jeu de 110 mètres de long sur 73 mètres de large dont la surface de 8 030 m2 est en gazon naturel. La pelouse est entourée d'un anneau synthétique de huit couloirs avec un neuvième couloir en ligne droite. L’équipement d’athlétisme possède une piste de 400 mètres avec une rivière de steeple, onze aires de saut, dont deux de saut en hauteur, trois de saut en longueur, deux de saut en longueur et triple-saut, et quatre de saut à la perche. Le stade dispose également de trois aires de lancer dont un de lancer de disque et deux de lancer de javelot.

## Événements

### Football

#### Match inaugural
Le 1er mai 1961, la ville de Versailles inaugure son stade à l'occasion d'un match entre le RC Paris et le Stade de Reims, deux équipes de Division 1. Jean Guillot, joueur du RC Paris, est le premier joueur à marquer un but dans cette nouvelle enceinte. Malgré cet avantage, le Racing n'arrive pas à conserver le score et voit Reims renverser la situation dans les vingt dernières minutes de la rencontre grâce aux buts de Léon Glovacki et François Bruant.
| Date         | Compétition  | Équipe 1 | Résultat | Équipe 2       | Affluence |
| ------------ | ------------ | -------- | -------- | -------------- | --------- |
| 1er mai 1961 | Match amical | RC Paris | 1 - 2    | Stade de Reims | 20 000    |

#### Matchs internationaux
Dans le cadre d'un match de préparation avant le match des éliminatoires de l'Euro 1968 face à la Pologne, l'équipe de France entraînée par Louis Dugauguez dispute un match à huis clos au stade Montbauron face à l'équipe militaire du bataillon de Joinville. Robert Herbin marque un doublé pour la France, tandis que Pierre Ferrazzi fait de même pour l'équipe militaire.
| Date             | Compétition  | Équipe 1 | Résultat | Équipe 2               | Affluence |
| ---------------- | ------------ | -------- | -------- | ---------------------- | --------- |
| 6 septembre 1967 | Match amical | France   | 2 - 2    | Bataillon de Joinville | Huis clos |
| 12 octobre 2019  | Match amical | Guinée   | 0 - 1    | Comores                | 1 200     |

#### Matchs internationaux juniors
| Date            | Compétition                   | Équipe 1 | Résultat | Équipe 2  | Affluence |
| --------------- | ----------------------------- | -------- | -------- | --------- | --------- |
| 14 mars 1963    | Euro U18 1963 (éliminatoires) | France   | 3 - 1ap  | Portugal  | 6 000     |
| 2 novembre 1989 | Match amical U15              | France   | 2 - 3    | Allemagne | 1 000     |
| 31 octobre 2000 | Match amical U17              | France   | 2 - 0    | Suisse    | -         |

#### Coupe de France
Le tableau suivant indique les matchs de la Coupe de France disputés au stade Montbauron en phase finale (hors FC Versailles).
| Date            | Tour          | Équipe 1                   | Résultat | Équipe 2                | Affluence |
| --------------- | ------------- | -------------------------- | -------- | ----------------------- | --------- |
| 20 janvier 1963 | 32e de finale | AS Bagneaux-Nemours (D4)   | 1 - 0    | US Boulogne (D2)        | 891       |
| 24 février 1963 | 16e de finale | AS Brest (D3)              | 3 - 2    | AS Strasbourg (D3)      | 2 268     |
| 15 janvier 1967 | 32e de finale | Stade saint-germanois (D3) | 0 - 0ap  | CA Mantes-la-Ville (D4) | 2 148     |
| 20 février 1972 | 16e de finale | AS Poissy (D3)             | 1 - 0    | AAJ Blois (D2)          | 4 937     |
| 28 janvier 1978 | 32e de finale | Red Star FC (D2)           | 2 - 1ap  | AS Poissy (D2)          | 2 287     |
| 14 février 1981 | 32e de finale | AS Poissy (D3)             | 2 - 0    | Toulouse FC (D2)        | 2 631     |
| 9 février 1985  | 32e de finale | RC Paris (D1)              | 1 - 0ap  | ES Viry-Châtillon (D3)  | 1 724     |
| 25 janvier 1986 | 32e de finale | AS Évry (D6)               | 1 - 0    | SC Toulon-Var (D1)      | 5 000     |
| 22 mars 1987    | 32e de finale | Stade rennais FC (D1)      | 4 - 3    | CA Mantes-la-Ville (D5) | 1 100     |

#### Autres compétitions
- Championnat de France 1960-1961

Construit aux normes des championnats professionnels, le stade Montbauron a l'occasion d'accueillir un match de première division entre le Stade français FC et l'AS Troyes-Savinienne en 1961. Retenu par la course cycliste Bordeaux-Paris, le Parc des Princes, enceinte du Stade français, ne peut alors pas recevoir le match.
| Date        | Tour        | Équipe 1          | Résultat | Équipe 2             | Affluence |
| ----------- | ----------- | ----------------- | -------- | -------------------- | --------- |
| 4 juin 1961 | 38e journée | Stade français FC | 2 - 1    | AS Troyes-Savinienne | 2 653     |

- Championnat de France amateurs 1962-1963

Le 23 juin 1963, l'enceinte accueille la finale du CFA, opposant le Gazélec FC Ajaccio et l'AS Brest.
| Date         | Tour                  | Équipe 1           | Résultat | Équipe 2 | Affluence |
| ------------ | --------------------- | ------------------ | -------- | -------- | --------- |
| 23 juin 1963 | Finale (phase finale) | Gazélec FC Ajaccio | 6 - 1    | AS Brest | 9 358     |

- UEFA Youth League 2013-2014

L'équipe des moins de 19 ans du Paris Saint-Germain y dispute ses trois matchs de poule à domicile.
| Date             | Tour                 | Équipe 1 | Résultat | Équipe 2         | Affluence |
| ---------------- | -------------------- | -------- | -------- | ---------------- | --------- |
| 2 octobre 2013   | 2e journée, groupe C | Paris SG | 1 - 4    | Benfica Lisbonne | 1 450     |
| 6 novembre 2013  | 4e journée, groupe C | Paris SG | 1 - 1    | RSC Anderlecht   | 948       |
| 27 novembre 2013 | 5e journée, groupe C | Paris SG | 1 - 1    | Olympiakós       | 824       |

- Tournoi Inter-Lycée de Versailles (TILV)

La première édition du Tournoi inter-lycée de Versailles de football a eu lieu dans le stade Montbauron, avec plus de 1000 spectateurs dans les tribunes, le 5 avril 2025. Le lycée Saint Jean-Hulst remporte le tournoi en finale face au lycée Jules-Ferry (1-0). Les autres participants sont les lycées Marie-Curie et La Bruyère.

### Rugby à XV

#### Championnat du monde junior 2003
| Date          | Tour                      | Équipe 1         | Résultat | Équipe 2       | Affluence |
| ------------- | ------------------------- | ---------------- | -------- | -------------- | --------- |
| 10 avril 2003 | 8e de finale, groupe A    | Nouvelle-Zélande | 57 - 11  | Namibie        | 2 000     |
| 13 avril 2003 | Quart de finale, groupe A | France           | 43 - 26  | Pays de Galles | 7 000     |
| 19 avril 2003 | Finale 5e place, groupe B | Belgique         | 3 - 33   | Espagne        | 1 000     |

### Athlétisme
Le 1er mai 1961, sur la nouvelle piste du stade Montbauron, Michel Jazy s'offre le record de France du 2 000 mètres.
Le 28 juin 1961, devant 3 000 spectateurs et des millions de téléspectateurs, le quatuor d'athlètes Michel Jazy, Jean Clausse, Robert Bogey et Michel Bernard y bat le record du monde du relais quatre fois 1 500 mètres (15 min 4 s 2) que la RDA détenait depuis 1958.

### Concerts
En mai 1967, à l'occasion de la Nuit du scoutisme, le chanteur français Hugues Aufray chante au stade Montbauron devant 10 000 spectateurs.
Le 12 juin 1983, lors du Body Wishes Tour, un concert du chanteur britannique Rod Stewart y est organisé dans le cadre de la promotion de son nouvel album Body Wishes.